# Die Kathrin
Die Kathrin, op. 28, és una òpera en tres actes composta per Erich Wolfgang Korngold sobre un llibret en alemany de Ernst Décsey. Es va estrenar el 7 d'octubre de 1939 al Kungliga Operan de Estocolm, dirigida per Fritz Busch.